# Ентальцев, Андрей Васильевич
Андрей Васильевич Ентальцев (Янтальцев) (1788—1845) — декабрист, подполковник, командир 27 конно-артиллерийской роты. Участник Наполеоновских войн.

## Служба
Дворянин; отец — выслужившийся из «купеческих детей» коллежский асессор Василий Ентальцев, мать — Варвара Григорьевна Черешникова, дочь генерал-майора, кавалера ордена Святого Георгия IV класса Григория Черешникова. Воспитывался в Петербурге в пансионе Мейера (1798—1800). В службу вступил в 1801 году юнкером во 2-й артиллерийский полевой батальон. В 1806—1807 годах участвовал в кампаниях против французов. В 1812 году Ентальцев в чине поручика отличился в сражении при Смоленске, за что получил чин штабс-капитана. За отличие в сражении под селом Красным был награждён орденом Святого Владимира 4-й степени с бантом. С 17.06.1817 — капитан, с 15.09.1819 (за отличие по службе) — подполковник, с 25.01.1823 года — командир 27-й конно-артиллерийской роты.

## Декабрист

### Член тайных обществ
Член Союза благоденствия (1820 или 1821) и Южного общества.
Доставлен в Петербург из Тульчина 20 января 1826 года, заключён в Петропавловскую крепость в № 4 Кронверкской куртины. Признан виновным в том, что знал об умысле на цареубийство (сообщил Пестель), принадлежал к тайному обществу со знанием цели и знал о подготовке к мятежу.
Осужденный за VII разряду к каторжным работам на 2 года, 7 февраля 1827 года он был отправлен из Петропавловской крепости в Сибирь.

### В Сибири
Каторгу отбывал в Читинском остроге (1827—1828) куда в мае 1827 года приехала его жена, Александра Васильевна (1790—1858). Жил на поселении в Берёзове Тобольской губернии, затем — в Ялуторовске — по ходатайству сестры, Екатерины Васильевны Сикстель. В Ялуторовске Ентальцевы приобрели за 1300 рублей большой дом в коллежского советника Шеншина. Андрей Ентальцев увлекся медициной. Обзавелся специальной литературой, сам готовил лекарства, тратя немалые средства на покупку необходимых препаратов. Подавал ходатайство о разрешении вступить ему рядовым в Отдельный Кавказский корпус, но его просьба была отклонена. В Ялуторовске Ентальцев неоднократно становился жертвой доносов, результатом которых стало психическое заболевание, для лечения которого было разрешено временно перевести его в Тобольск (26.05.1842); в сентябре 1842 года психически больной Ентальцев вместе с женой вернулся в Ялуторовск, где и умер. Похоронен на старом кладбище Ялуторовска. Могила Ентальцева находится под охраной государства.